# ハロウィン4 ブギーマン復活
『ハロウィン4 ブギーマン復活』（原題：Halloween 4: The Return of Michael Myers）は、1988年のアメリカ映画。ドワイト・H・リトル監督、ドナルド・プレザンス、エリー・コーネル、ダニエル・ハリス出演。
「ハロウィンシリーズ」の第4作目にして第2作目の直接の続編で、再び殺人鬼のマイケル・マイヤーズを題材に、ローリー・ストロードの娘でマイケルの姪ジェイミー・ロイド、そして再びマイケルを追いかけるルーミス医師が登場する。
タイトルのとおり、本作は前作の『ハロウィンIII』で不在だったマイケル・マイヤーズが戻ってきたことを示している。当初、ジョン・カーペンターと共同プロデューサーのデブラ・ヒルは、第2作目でマイケル・マイヤーズの話を終了させた上で新しいハロウィンに関連したプロットで続編を作るつもりで、ハロウィンIIIがその第1作目だった。ハロウィン4は初め幽霊の話になる予定だったが、第3作目の興行成績が期待はずれのものになったため、第4作目でマイケル・マイヤーズが再登場した。

## キャスト
| 役名                        | 俳優                           | 日本語吹替 | 日本語吹替                           | 日本語吹替 |
| 役名                        | 俳優                           | VHS版      | DVD版                                |            |
| --------------------------- | ------------------------------ | ---------- | ------------------------------------ | ---------- |
| サミュエル・ルーミス医師    | ドナルド・プレザンス           | 富田耕生   | かとうかおる                         |            |
| レイチェル・カラザース      | エリー・コーネル               | 玉川砂記子 | 兵藤恵子                             |            |
| ジェイミー・ロイド          | ダニエル・ハリス               | 小林優子   | 大沖マリ                             |            |
| マイケル・マイヤーズ        | ジョージ・P・ウィルバー        | 声なし     | 声なし                               |            |
| ホフマン医師                | マイケル・パタキ               | 大木民夫   | 佐藤宇                               |            |
| ベン・ミーカー保安官        | ボー・スター                   | 筈見純     | 野村達也                             |            |
| ケリー・ミーカー            | キャスリーン・キンモント       | 伊倉一恵   | 鳥飼愛美                             |            |
| ブレイディ                  | サッシャ・ジェンソン           | 堀内賢雄   |                                      |            |
| アール                      | ジーン・ロス                   | 島香裕     |                                      |            |
| ジャクソン・P・セイヤー牧師 | カーメン・フィリッピ           | 伊井篤史   | 出月勝彦                             |            |
| 警備員                      | レイモンド・オコナー           | 江原正士   | 甲斐大海                             |            |
| リチャード・カラザース      | ジェフ・オルソン               | 藤城裕士   |                                      |            |
| ダーリーン・カラザース      | カレン・オールストン           | 谷育子     |                                      |            |
| スミスグローブの男性職員    | デヴィッド・ジェンセン         | 吉水慶     |                                      |            |
| スミスグローブの女性職員    | ナンシー・ボージェニフト       | 磯辺万沙子 |                                      |            |
| 州警察官1                   | ランド・ケネディ               | 江原正士   | 阿部晋一                             |            |
| カイル                      | ジョーダン・ブラッドリー       | 亀井芳子   |                                      |            |
| リンジー                    | レスリー・L・ローランド        |            | 睦月さや                             |            |
| ウェード                    | リチャード・ステイ             |            |                                      |            |
| トミー・ドイル              | ダニー・レイ                   | 古田信幸   |                                      |            |
| ピアース保安官代理          | マイケル・フリン               | 古田信幸   |                                      |            |
| ローガン保安官代理          | ジョージ・サリヴァン           | 江原正士   | 加藤優季                             |            |
| アンガー                    | ウォルト・ローガン・フィールド | 伊井篤史   |                                      |            |
| ビッグ・アル                | マイケル・ルード               | 小関一     |                                      |            |
| オーリン・ゲートウェイ      | エリック・ハート               | 稲葉実     |                                      |            |
| 日本語版制作スタッフ        |                                |            |                                      |            |
| 演出                        | 演出                           |            | 岡崎喜之                             |            |
| 翻訳                        | 翻訳                           | 木原たけし | ジェイ・ゴードン・インターナショナル |            |
| 制作                        | 制作                           |            | テレトップスタジオ                   |            |

## スタッフ
- 監督：ドワイト・H・リトル
- 脚本：アラン・B・マッケルロイ（英語版）
- 原案：アラン・B・マッケルロイ、ラリー・ラトナー、ベンジャミン・ラフナー、Dhani Lipsius
- 製作：ポール・フリーマン
- 製作総指揮：ムスタファ・アッカド（英語版）
- 撮影監督：ピーター・ライオンズ・コリスター（英語版）
- 編集：カーティス・クレイトン
- 音楽：アラン・ハワース（英語版）
- 衣裳デザイン：ロザリー・ウォレス